# Cheiloplecton rigidum
Cheiloplecton es un género monotípico de helechos perteneciente la familia botánica Pteridaceae. Su única especie: Cheiloplecton rigidum, es originaria de México. 
C. rigidum hace referencia a la textura de las láminas. Esta especie ha sido transferida por diversos géneros como Cheilanthes, Pellaea y Notholaena. Cheiloplecton rigidum fue descrita por (Sw.) Fée y publicado en Mémoires sur les Familles des Fougères 7: 34, t. 20, f. 3. 1857.

## Descripción
Rizoma: rígido, ascendente, con escamas de color café claro, volviéndose café oscuro o negras con la edad, de forma linear, pero variando en tamaño hasta parecer pelillos;  frondes: de hasta 40 cm de alto, creciendo en forma de manojo; pecíolo: de 1/4 a1/2 del largo de la fronda, de color castaño; lámina: de forma ampliamente deltada, pinnadas-pinnatifidas, excepto en la base donde a menudo son bipinnadas-pinnatifidas, de consistencia coriácea, dura, con algunos pelillos dispersos; soros: marginales, continuos; indusio: bien desarrollado, continuo, amplio, fuertemente recurvado.

## Distribución
Se encuentra en afloramientos de roca y acantilados, y a orillas de caminos expuestas, a una altitud de 800-2900 m s. n. m., en México y Mesoamérica. Tiene una amplia distribución en México, hasta Guatemala y El Salvador en Centroamérica.

## Ambiente
Terrestre, tolera hábitats semidesérticos en matorrales y sitios rocosos.

## Estado de conservación
No se encuentra bajo algún estatus de protección.